# Gäddtjärnen (Ovansjö socken, Gästrikland)
Gäddtjärnen är en sjö i Sandvikens kommun i Gästrikland och ingår i Gavleåns huvudavrinningsområde. Sjön är 7 meter djup, har en yta på 0,45 kvadratkilometer och är belägen 181,1 meter över havet. Sjön avvattnas av vattendraget Vallbyån.

## Delavrinningsområde
Gäddtjärnen ingår i det delavrinningsområde (672427-152654) som SMHI kallar för Utloppet av Gäddtjärnen. Medelhöjden är 194 meter över havet och ytan är 3,54 kvadratkilometer. Räknas de 6 avrinningsområdena uppströms in blir den ackumulerade arean 31,78 kvadratkilometer. Vallbyån som avvattnar avrinningsområdet har biflödesordning 2, vilket innebär att vattnet flödar genom totalt 2 vattendrag innan det når havet efter 68 kilometer. Avrinningsområdet består mestadels av skog (74 procent). Avrinningsområdet har 0,44 kvadratkilometer vattenytor vilket ger det en sjöprocent på 12,3 procent.